# Есслінген (район)
Район Есслінген (нім. Landkreis Esslingen) — район землі Баден-Вюртемберг, Німеччина. Район підпорядкований урядовому округу Штутгарт, входить до складу регіону Штутгарт (Stuttgart). Центром району є місто Есслінген-на-Неккарі. Населення становить 533 617 ос. (станом на 31 грудня 2020), площа  — 641,49 км². 

## Демографія
Густота населення в районі становить 803 чол./км².
| Рік             | Населення |
| --------------- | --------- |
| 31. грудня 1973 | 450.515   |
| 31. грудня 1975 | 450.232   |
| 31. грудня 1980 | 460.156   |
| 31. грудня 1985 | 456.362   |
| 27. травня 1987 | 460.429   |

| Рік             | Населення |
| --------------- | --------- |
| 31. грудня 1990 | 480.436   |
| 31. грудня 1995 | 490.169   |
| 31. грудня 2000 | 500.666   |
| 31. грудня 2005 | 514.245   |
| 31. грудня 2010 | 514.830   |

## Міста і громади
Район поділений на 13 міст, 31 громаду. 

## Українці в Есслінгені
Після Другої Світової Війни центр УАПЦ землі Баден-Вюртемберг знаходився у Есслінгені. Тут перебував також тодішній єпископ УГКЦ Платон.